# Gerald S. O'Loughlin
Gerald Stuart O'Loughlin Jr. (New York, 23 dicembre 1921 – Los Angeles, 31 luglio 2015) è stato un attore statunitense.

## Filmografia parziale

### Cinema
- Lovers and Lollipops, regia di Morris Engel e Ruth Orkin (1956)
- Un cappello pieno di pioggia (A Hatful of Rain), regia di Fred Zinnemann (1957)
- L'assassino ha lasciato la firma (Cop Hater), regia di William Berke (1958)
- Una nave tutta matta (Ensign Pulver), regia di Joshua Logan (1964)
- Una splendida canaglia (A Fine Madness), regia di Irvin Kershner (1966)
- A sangue freddo (In Cold Blood), regia di Richard Brooks (1967)
- Base artica Zebra (Ice Station Zebra), regia di John Sturges (1968)
- La rivolta (Riot), regia di Buzz Kulik (1969)
- Desperate Characters, regia di Frank D. Gilroy (1971)
- L'organizzazione sfida l'ispettore Tibbs (The Organization), regia di Don Medford (1971)
- Joe Valachi - I segreti di Cosa Nostra, regia di Terence Young (1972)
- Ultimi bagliori di un crepuscolo (Twilight's Last Gleaming), regia di Robert Aldrich (1977)
- Frances, regia di Graeme Clifford (1982)
- China Blue (Crimes of Passion), regia di Ken Russell (1984)
- Per piacere... non salvarmi più la vita (City Heat), regia di Richard Benjamin (1984)
- Quicksilver - Soldi senza fatica (Quicksilver), regia di Thomas Michael Donnelly (1986)

### Televisione
- Il virginiano (The Virginian) – serie TV, un episodio (1970)
- Room 222 – serie TV, un episodio (1972)
- A tutte le auto della polizia (The Rookies) – serie TV, 92 episodi (1972-1976)
- Assassinio allo stadio (Murder at the World Series), regia di Andrew V. McLaglen – film TV (1977)
- The Eddie Capra Mysteries – serie TV, un episodio (1978)
- Radici - Le nuove generazioni (Roots: The Next Generations) – serie TV, un episodio (1979)
- Charlie's Angels – serie TV, un episodio (1981)
- Automan – serie TV, 13 episodi (1983-1984)
- La signora in giallo (Murder, She Wrote) – serie TV, 4 episodi (1985-1993)
- Perry Mason e la novizia (Perry Mason: The Case of the Notorious Nun), regia di Ron Satlof – film TV (1986)
- Vita col nonno (Our House) – serie TV, 46 episodi (1986-1988)
- E.R. - Medici in prima linea (E.R.) – serie TV, un episodio (1997)

## Doppiatori italiani
Nelle versioni in italiano delle opere in cui ha recitato, Gerard S. O'Loughlin è stato doppiato da:
- Arturo Dominici in Una splendida canaglia, A sangue freddo
- Dante Biagioni in La signora in giallo (ep. 1x15), E.R. - Medici in prima linea
- Massimo Turci in Un cappello pieno di pioggia
- Sergio Graziani in Joe Valachi - I segreti di Cosa Nostra
- Giorgio Bandiera in A tutte le auto della Polizia
- Michele Kalamera in Ultimi bagliori di un crepuscolo
- Silvio Spaccesi in Radici - Le nuove generazioni
- Renato Mori in Charlie's Angels
- Riccardo Mantani in Automan
- Vittorio Congia in Vita col nonno
- Alvise Battain in La signora in giallo (ep. 6x10)
- Sergio Tedesco in La signora in giallo (ep. 8x21)
- Gianni Bonagura in La signora in giallo (ep. 10x07)